# 光永久之
光永 久之（みつなが ひさゆき、1939年8月13日 - ）は、日本の実業家。元三井木材工業社長、三井物産取締役。長崎県出身。

## 経歴
1939年長崎県生まれ。長崎県立長崎東高等学校

、長崎大学経済学部を経て、1962年三井物産入社。同社では主に建設資材を担当し、米国における木材取引の拠点であったシアトルに長く駐在した。同社取締役を経て、1998年三井木材工業社長。親会社である三井物産からの社長就任は23年ぶりであった。就任時には、赤字分野の人材配置転換や製造の内製化、非住宅分野の強化を進めるとしていた。2000年、収益不振のサイディング事業について業界トップのニチハに支援を求める形で業務提携を行った
。さらに2001年3月、住宅・木質建材・大型木構造の3部門について三井物産に譲渡する一方、窯業系サイディングと繊維板の2部門についてニチハの完全子会社となる方針を発表した
。同年4月1日付で社長を退任。

## 略歴
- 1962年3月 - 長崎大学経済学部卒業
- 1962年4月 - 三井物産入社
- 1988年10月 - 米国三井物産副社長 兼シアトル支店長
- 1992年9月 - 三井物産物資総括部長
- 1996年6月 - 同社取締役物資本部長補佐
- 1996年10月 - 同社取締役開発建設住宅本部長補佐
- 1998年6月 - 三井木材工業社長
- 2001年4月 - 同退任

## 人物
- 尊敬する人物は石田礼助（元三井物産社長・日本国有鉄道総裁）[1]。石田は三井物産初代シアトル支店長でもある[1]。